# Хижине
Хи́жине — село в Україні, у Святовасилівській сільській територіальній громаді Дніпровського Дніпропетровської області. Населення — 90 мешканців.

## Географія
Село Хижине лежить на відстані 1 км від села Незабудине. Селом протікає струмок, що пересихає, із загатою.

## Населення

### Мова
Розподіл населення за рідною мовою за даними перепису 2001 року:
| Мова       | Відсоток |
| ---------- | -------- |
| українська | 95,6 %   |
| молдовська | 2,2 %    |
| російська  | 2,2 %    |

## Інтернет-посилання
- Погода в селі Хижине

1. ↑  Рідні мови в об'єднаних територіальних громадах України — Український центр суспільних даних